# Maciej Jakubowicz

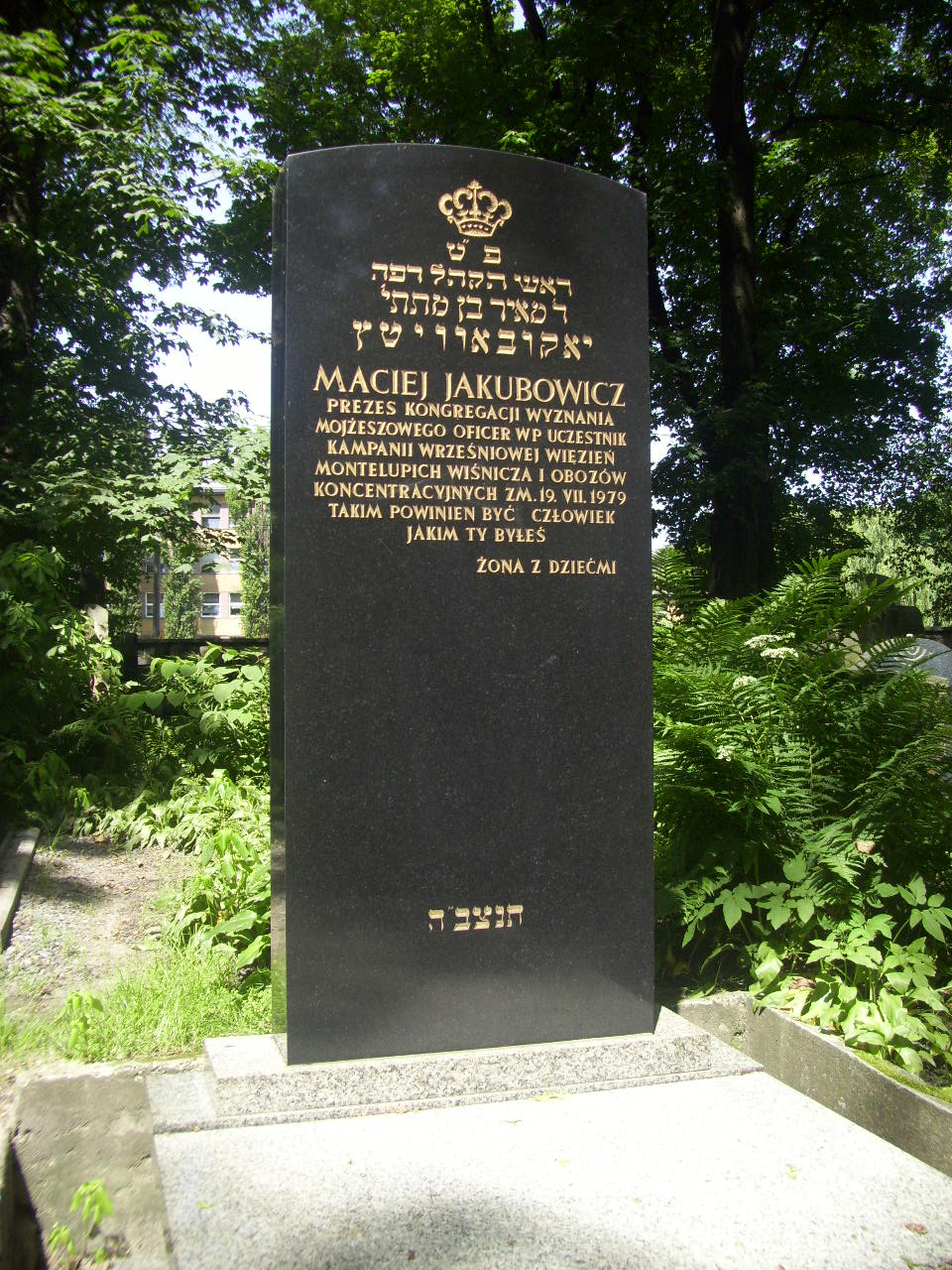
Grób Macieja Jakubowicza na nowym cmentarzu żydowskim w Krakowie

Maciej Meir Jakubowicz (hebr. מאיר יאקובאוויטץ; ur. 1911 w Wadowicach, zm. 19 lipca 1979 w Krakowie) – polski działacz społeczności żydowskiej, w latach 1945–1979 prezes Żydowskiego Zrzeszenia Religijnego i następnie Kongregacji Wyznania Mojżeszowego w Krakowie, oficer Wojska Polskiego.

## Życiorys
Uczestniczył w kampanii wrześniowej. Był więźniem Montelupich, Wiśnicza oraz obozów koncentracyjnych. Po wojnie działał na rzecz ochrony ocalałych zabytków żydowskich w Krakowie. Po antysemickiej kampanii, która była następstwem wydarzeń marcowych, był ofiarą represji komunistycznych.
Z małżeństwa z Marią Różą z domu Pistol (1915–2007) miał syna Tadeusza (ur. 1939). Jego bratankiem był Czesław Jakubowicz (1920–1997). Przyjaźnił się z Janem Pawłem II. Pochowany jest w alei głównej nowego cmentarza żydowskiego w Krakowie.